# Céline Goberville
Céline Goberville (ur. 19 września 1986 r. w Senlisie) – francuska strzelczyni sportowa, wicemistrzyni olimpijska, mistrzyni Europy.
Specjalizuje się w strzelaniu z pistoletu pneumatycznego. Jest srebrną medalistką igrzysk olimpijskich w 2012 roku w Londynie.

## Igrzyska olimpijskie
| Igrzyska | Miejscowość    | Konkurencja                 | Kwalifikacje | Kwalifikacje | Finał                   | Finał                   |
| Igrzyska | Miejscowość    | Konkurencja                 | Wynik        | Pozycja      | Wynik                   | Pozycja                 |
| -------- | -------------- | --------------------------- | ------------ | ------------ | ----------------------- | ----------------------- |
| IO 2012  | Londyn         | Pistolet pneumatyczny, 10 m | 387          | 3. Q         | 486,6                   | srebro                  |
| IO 2012  | Londyn         | Pistolet sportowy, 25 m     | 579          | 21.          | Nie zakwalifikowała się | Nie zakwalifikowała się |
| IO 2016  | Rio de Janeiro | Pistolet pneumatyczny, 10 m | 383          | 10.          | Nie zakwalifikowała się | Nie zakwalifikowała się |